# Sen Thủy
Sen Thủy là một xã thuộc huyện Lệ Thủy, tỉnh Quảng Bình, Việt Nam.

## Địa lý
Xã Sen Thủy nằm ở phía nam huyện Lệ Thủy, có vị trí địa lý:
- Phía đông giáp xã Ngư Thủy
- Phía tây giáp xã Thái Thủy và xã Tân Thủy
- Phía nam giáp tỉnh Quảng Trị
- Phía bắc giáp xã Hưng Thủy và xã Ngư Thủy.

Xã Sen Thủy có diện tích 75,20 km², dân số năm 2019 là 5.530 người, mật độ dân số đạt 74 người/km².
Quốc lộ 1 chạy qua xã này.

## Hành chính
Xã Sen Thủy được chia làm 12 thôn bao gồm:
- Thôn Sen Đông, Thôn Sen Thượng 1, Thôn Sen Thượng 2, Thôn Thanh Sơn, Thôn Xóm Phường, Thôn Xóm Đồn, Thôn Nồm Bớc, Thôn Xóm Dum, Thôn Hòa Bình, Thôn Trung Tân, Thôn Sen Bình, Thôn Trầm Kỳ.Bản đồ hành chính huyện Lệ Thủy

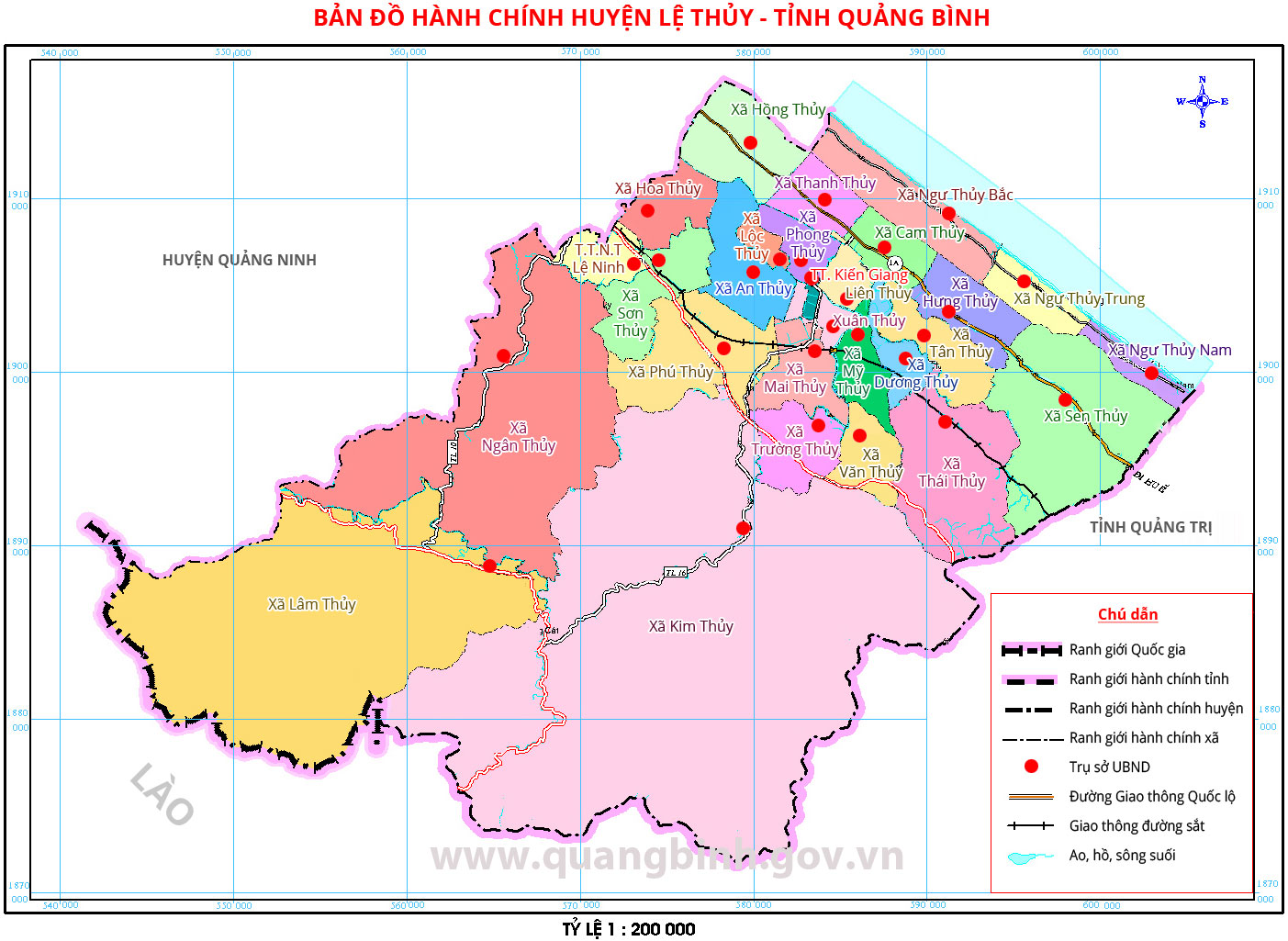
Bản đồ hành chính huyện Lệ Thủy

## Kinh tế
Kinh tế chủ yếu là nông nghiệp, tiểu thủ công nghiệp. 

## Di tích lịch sử
Miếu Thờ Bụt (Quán Bụt) ở thôn Hòa Bình, xã Sen Thủy, huyện Lệ Thủy, Tỉnh Quảng Bình vốn có từ thời nhà Hồ (1400-1407). Miếu được quen gọi là Quán Bụt, khi xưa nằm trên đường "Thiên Lý" - là con đường cái quan chính kéo dài từ Bắc vào Nam. Sử cũ ghi năm 1404 Hồ Hán Thương cho đào qua vùng này một con sông gọi là Liên Càng, qua các triều đại sông được khơi thông nhiều lần nhưng vẫn bị cát lấp cạn dần. Cuối cùng chỉ còn lại Bàu Sen như ngày nay. Miếu được trùng tu và tôn tạo vào năm 2018.